# Nibley (Utah)
Nibley je město v okresu Cache County ve státě Utah ve Spojených státech amerických. K roku 2010 zde žilo 5 438 obyvatel. S celkovou rozlohou 8,6 km² byla hustota zalidnění 512,8 obyvatel na km².